# Hermann Franz Wilhelm Maurer

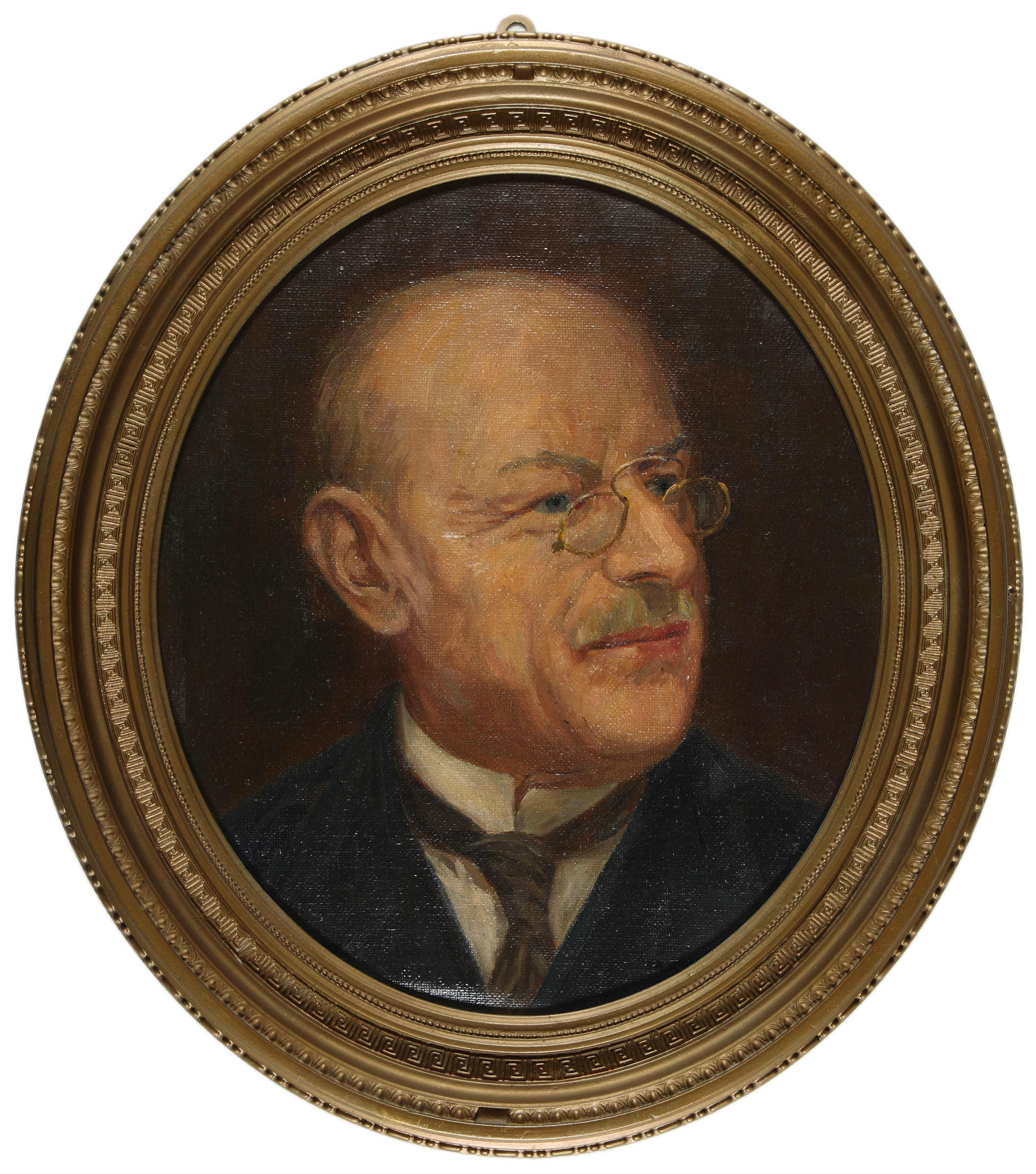
Hermann Maurer (um 1910 von Louise Damköhler)

Hermann Franz Wilhelm Maurer ( 30. Juli 1861 in Berlin–25. Februar 1933, ebenda) war Verwaltungsangestellter der ersten Stunde der deutschen Sozialversicherung, Förderer und Freund des Märkischen Provinzial-Museums in Berlin, langjähriger Mitwirkender der Pflegschaft des Museums, 1892 Mitbegründer der Gesellschaft für Heimatkunde „Brandenburgia“ sowie Geschichts- und Heimatforscher.

## Leben

### Kindheit und Jugend
Hermann Maurer kam als einziges Kind Franz Theodor Maurers (1831–1872) und seiner Gattin Emilie Marie Ernestine (geb. Götting; 1830–1904) zur Welt. Der Vater war aus Dedeleben (heute in Sachsen-Anhalt) zugewandert, wo der Großvater als preußischer Zollbeamter an der Grenze zum Herzogtum Braunschweig diente. Die Mutter stammte aus Friedrichshagen bei Berlin (seit 1920 zu Berlin). Hermann Maurer verlebte seine frühen Kinderjahre in der Rosenthaler Vorstadt und in Gesundbrunnen.
Im Jahre 1868 zog Marie Maurer mit Sohn Hermann nach Friedrichshagen zu Verwandten, weil sein Vater eine Reise durch das Vilâyet Bosnien des Osmanischen Reiches machte, wozu er in seinem Buch Eine Reise durch Bosnien, die Saveländer und Ungarn eine literarische Reisebeschreibung lieferte.
Nach dem frühen Tode seines Vaters am 27. Januar 1872 in Charlottenburg lebte Hermann Maurer mit seiner Mutter in sehr einfachen Verhältnissen. Eine institutionelle soziale Absicherung für Hinterbliebene unselbstständig Beschäftigter bestand damals ja nicht. Ernst Friedel, ein Freund des Vaters und in jenen Jahren Kreisrichter in Cöpenick, übernahm für den erst zehnjährigen Hermann Maurer, der weiter im nahen Friedrichshagen wohnte, die Vormundschaft.
Über seine Schulzeit wusste Hermann Maurer nichts Gutes zu berichten, die autoritären Erziehungsmethoden in den Schulen lehnte er ab, insbesondere die Gewalt der Lehrer gegen Schüler. Von seinem Vater Franz hatte Hermann Maurer einen Satz Bleisoldaten bekommen, den er 1892 dem Märkischen Museum stiftete.
Am 1. Februar 1873 trat Friedel sein Amt als besoldeter Stadtrat im Magistrat von Berlin an und nahm seinen Wohnsitz wieder in Berlin und zwar in der Dorotheenstraße 62. Im Jahre 1897 schied er als Stadtrat aus dem Amt. Hermann Maurer und seine Mutter lebten ab 1875 ebenfalls wieder in Berlin und zwar im späteren Friedrichshain, Koppenstraße 35. Die Mutter verdiente beider Lebensunterhalt als Wäscherin und Plätterin. Hermann Maurer hegte in diesen Jahren den Wunsch, in die USA auszuwandern oder als Seemann die Welt zu bereisen. Hermann Maurer und seine Mutter wohnten in den mietgünstigen östlichen und südöstlichen Vierteln und Vororten Berlins. Ihre Armut brachte es mit sich, dass sie häufig umzogen. Bis zu ihrem Tode lebte auch seine Großmutter Sophie Maurer (geb. Henseler; 1799–1879) in einem mietgünstigen Vorort im Norden Berlins in der Coloniestraße.

### Ehrenamt

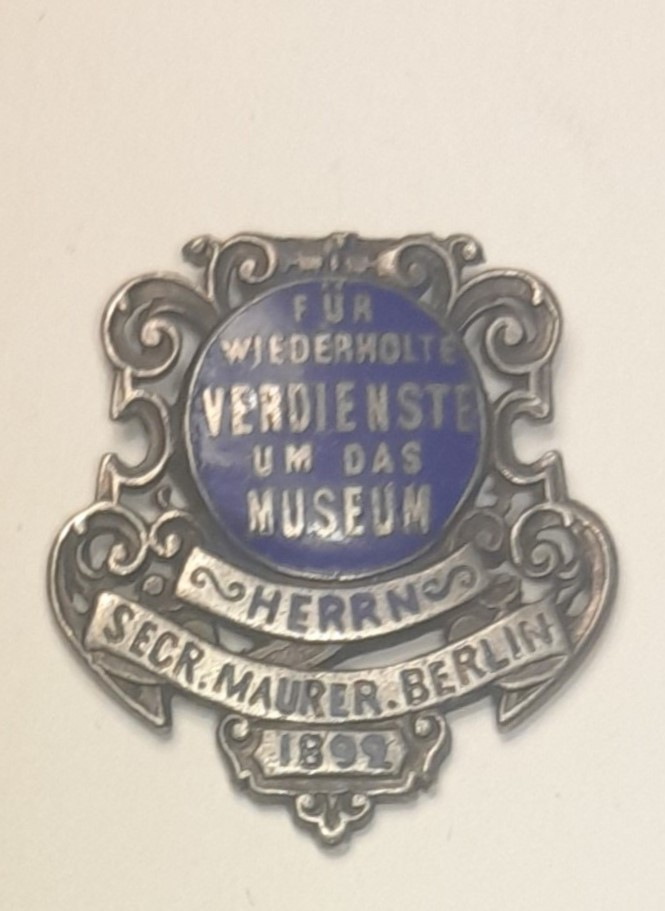
Märkisches Provinzial-Museum: Anerkennungszeichen in Silber «Für wiederholte Verdienste um das Museum Herrn Secr.[etair Hermann] Maurer Berlin 1892» ohne die abgebrochene Metallschlaufe zum Anhängen

Schon früh begeisterte Hermann Maurer sich für die Ideen seines Vormundes Friedel. Dieser gründete in einer Zeit der durchgreifenden Modernisierung Berlins, der durch Zuzug neuer Einwohner verloren gehenden Traditionen, der Kommerzialisierung der Innenstadt durch Abriss und Neubau höher rentierender Immobilien, 1874 das Märkische Museum, um Artefakte und Kenntnisse der Kultur und Geschichte der Mark Brandenburg einschließlich Berlins zu bewahren.
Marie Götting erscheint 1880 als Schenkerin in den Inventarlisten des Märkischen Museums, später erwähnen sie wiederholt Hermann Maurer selbst als Schenker. Seit 1875 organisierte Friedel so genannte Wandersammlungen von Mitgliedern der Pflegschaft zu Erkundungen lokaler Traditionen und Sicherungen gefundener Artefakte in der Mark Brandenburg für das Märkische Museum, an denen Maurer seit den 1880er Jahren als ehrenamtlicher Pfleger des Märkischen Museums regelmäßig teilnahm. Friedel gab diesem Personenkreis 1886 durch die Pflegschaft des Märkischen Provinzial-Museums einen organisatorischen Rahmen. Maurer trat dem förmlichen Verein jedoch erst im Vereinsjahr 1895/1896 bei.
Maurer initiierte aber auch selbst Pflegschaftsfahrten nach eigenen Ideen – wie diejenige mit Friedel, Franz Tismar (1851–1924), Gustav Albrecht, Robert Mielke (1863–1935) und Buchhändler Carl Künne (1898 gest.) am 30. September 1894 nach Fürstenberg in Mecklenburg und Lychen und am 21. Juni 1893 zum Müggelsee bei Friedrichshagen, den er aus seiner Kindheit kannte.
Von vielen weiteren Erkundungen als ehrenamtlicher Pfleger des Märkischen Museums künden Hermann Maurers häufige Spenden frühgeschichtliche Artefakte ans Museum. Z. B. im Berichtszeitraum 1892/1893 stiftete er dem Märkischen Museum Feuersteingeräte, die er in den Wehlocker Bergen bei Schmöckwitz und Wernsdorf bei Berlin gefunden hatte, vorgeschichtliche Funde aus der Nuthe-Gegend bei Drewitz, die er mit den Pflegern Hermann Busse (1846–1920) und Ernst Schenk entdeckt hatte, sowie eine Bestattungsurne mit Deckelschale und Leichenbrand, die er mit den Pflegern Schenk und Abel in Münchehofe (Kr. Niederbarnim) ausgrub. Gemeinsam mit Schenk schenkte Maurer 1893/1894 wendische und vorwendische Fundstücke vom Kietz bei Spandau und von einer ehemaligen Wohnstätte bei Pichelsdorf.
Im Jahre 1887 erhielt Hermann Maurer mit 16 weiteren im höheren Grade ums Märkische Museum Verdienten das Anerkennungsdiplom des Museums. Friedel führte sein Mündel Hermann Maurer 1888 als neues Mitglied in den Verein für die Geschichte Berlins ein, dessen Vorsitz Friedel selbst führte. 1892 trat Maurer zusammen mit Friedel wieder aus. Mit Anstellung als Secretair bei der Bismarckschen Sozialversicherung zog Hermann Maurer mit seiner Mutter wieder vom Vorort Neu-Britz, Bürgerstraße 19, nach Berlin Alt-Moabit 115, und dann 1897 ins Haus Nr. 15 gegenüber. Ernst Friedel wohnte seit 1884 in der nur wenige 100 Meter entfernten Paulstraße 4.
Am 17. Januar 1892 beteiligte sich Hermann Maurer an der Vorbereitung der Gründung der „Brandenburgia“ – Gesellschaft für Heimatkunde der Provinz Brandenburg zu Berlin, die Ernst Friedel aus Enttäuschung über die Entwicklung, die der Verein für die Geschichte Berlins genommen hatte, mit zehn Mitstreitern initiierte.
In der Zeitschrift der Gesellschaft, «Brandenburgia» – Monatsblatt der Gesellschaft für Heimatkunde der Provinz Brandenburg zu Berlin, veröffentlichte Hermann Maurer einige kleinere Artikel und Rezensionen. Dabei nahm er oft Bezug auf Funde oder Denkwürdigkeiten, die er an seinen früheren Wohnorten entdeckt hatte – wie in Neu-Britz (Hermann Maurer, „Eine wendische Kräuterfrau“), in Friedrichshagen oder bei seinem Cousin 2. Grades Fritz Henseler in Lychen (Vgl. Hermann Maurer, „Ein alter Volksbrauch aus Lychen“ und „Eine Insel als Wetterprophet“)

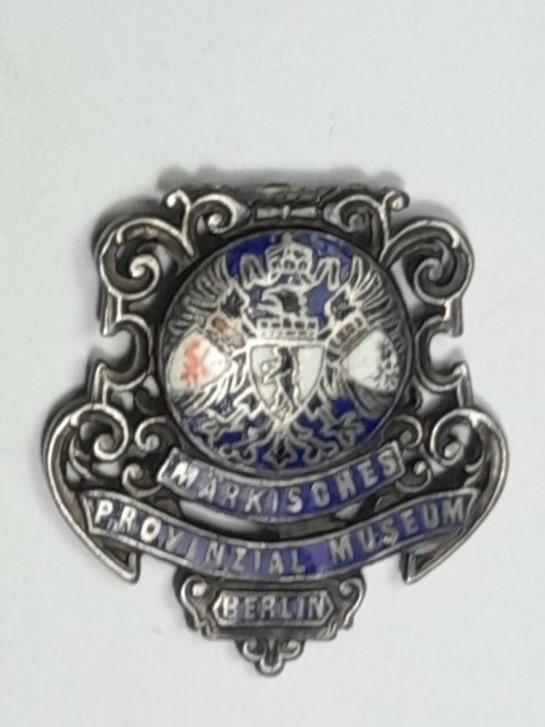
Anerkennungszeichen in Silber mit den Wappen der Mark, Berlins und Preußens wie der Inschrift «Märkisches Provinzial-Museum Berlin» ohne die abgebrochene Metallschlaufe zum Anhängen

Im Jahre 1892 schenkte Maurer dem Museum einen Historisch-genealogischen Kalender von 1806. Das Märkische Museum wiederum zeichnete Hermann Maurer 1892 als einen von 47 mit dem silbernen Anerkennungszeichen für wiederholte Verdienste aus, angefertigt in der Werkstatt des Hofjuweliers Paul Telge. Als jüngerer ehrenamtlicher Pfleger fiel es Maurer zu, sich mit neuen Medien – wie der Photographie – vertraut zu machen, so dass er ab 1897 mit der Kamera-Ausrüstung des Märkischen Museums zahlreiche Pflegschaftsfahrten dokumentierte. Maurer schrieb auch Berichte zu Pflegschaftsfahrten wie 1893 über die Erforschung des Burgwalls in Blankenburg bei Berlin.
Friedel und Maurer pflegten über all die Jahre ein enges Verhältnis. Sie verreisten auch privat zusammen wie über Pfingsten 20. bis 22. Mai 1899 nach Neuruppin. In den öffentlichen Auseinandersetzungen gegen Friedel wegen des Zerwürfnisses mit dem Verein für die Geschichte Berlins, die lange nachwirkten,:89 wie bei anderen Enttäuschungen, standen drei Personen fest an seiner Seite, Maurer, Mielke und Otto Monke.:64 Maurer schätzte auch Friedels Verwandte von Seiten seiner Frau Marie (geb. Schenk). Gemeinsam mit ihrem Verwandten Ernst Schenk, schenkte Maurer 1894/1895 dem Märkischen Museum vermutlich spätgermanische Urnenscherben aus Dahlwitz.
Höhepunkt seiner Tätigkeit als ehrenamtlicher Pfleger des Märkischen Museums war zweifelsohne die Exkursion in die Westprignitz zum so genannten Königsgrab von Seddin, um dortige Funde zu sichern. Beim Abtragen einer Geländeerhebung namens Hinzeberg bei Seddin, stellte sich heraus, dass es sich um einen Tumulus handelte. Am 15. September 1899 hatten zwei Arbeiter eine Steinplatte aus der Umhüllung der Grabkammer herausgebrochen, wodurch sie deren Inneres entdeckten.:42 In dessen Innern fand sich ein Fürstengrab mit reichen Beigaben, die nördlich der Alpen ihres Gleichen suchen.:14 Durch das zunächst nur 50 × 75 cm große Loch entnahmen beide Beigaben, soweit sie sie durch die kleine Öffnung erreichen konnten.
Rechtsanwalt Friedrich Wilhelm Heinemann, Pfleger des Märkischen Museums, hatte tags darauf die Funde nach Perleberg zu sich nach Hause genommen und gleichentags Friedel telegraphisch und am Folgetag brieflich über die Entdeckung unterrichtet. Um den Fund fürs Märkische Museum zu sichern, reisten Friedel, Maurer als erfahrener Pfleger und Wilhelm Pütz (1850–1904) an.:44 Die Grabanlage und Grabbeigaben lassen auf einen Mächtigen der Bronzezeit (um 800 vor der Zeitrechnung) schließen, offenbar ein Priester des Menschenopferns, wie die Messer und Schlachtbeile nahelegen.
Zunächst sichteten sie bei Heinemann die bereits geborgenen Fundstücke und fuhren dann mit ihm und weiteren Interessierten zum Fundort, insgesamt eine Partie von elf Personen. „Nachdem noch zwei weitere Steine entfernt waren, entstand eine größere Oeffnung zur Höhle, welche nunmehr zuerst von Herrn Maurer betreten wurde. Derselbe langte die erhaltenen Gefäße heraus. Leider zeigten sich daneben mehrere Gefäße theilweise – wie die größte Urne, in welcher das Bronce-Leichenbrandgefäß stand – andere gänzlich bereits zertrümmert, augenscheinlich dadurch, daß die Arbeiter anfänglich mit Spaten in die Höhle gelangt hatten, um die Fundsachen zu bergen“. Nach Bergung der Beigaben traten auch Friedel und Pütz in die Höhle.:323 Pütz fertigte bis heute erhaltene Zeichnungen und Aquarelle von Grab und Tumulus sowie Resten der farbigen inneren Auskleidung in Lehm.
Am 17. November 1899 führten Friedel und Maurer interessierte Mitglieder der Brandenburgia durch das einen Monat früher eröffnete Deutsche Kolonialmuseum (Alt-Moabit 1, heute ca. zwischen Katharina-Paulus- und Ella-Trebe-Straße). Beide waren Mitglieder der Deutschen Kolonialgesellschaft, und Friedel gehörte mit der Mitgliedsnummer 147 auch schon ihrer Vorgängerorganisation dem Centralverein für Handelsgeographie und Förderung deutscher Interessen im Auslande an. Am 7. Oktober 1900 inspizierten Albrecht, Friedel, Maurer, Mielke, Otto Monke, Pütz und der Perleberger Wilhelm Ratig das Königsgrab von Seddin, um zu sehen, wie es als Bodendenkmal gesichert worden war und besuchten auch das nahe Kreuzburg an der Stepenitz.:320seqq. Am 26. Oktober 1906 trug Maurer Über die Steine von Rietz und den Schwurstein von Müschen vor.
Auch in der Brandenburgia übernahm Maurer Ämter. Mit Franz Körner und Wilhelm Pütz, Techniker der Preußischen Geologischen Landesanstalt, als Festausschuss richtete er am 26. März 1897 die Feier im Rahmen der außerordentlichen Sitzung des VI. Vereinsjahres aus. Am 24. Februar 1897 wählten ihn die Mitglieder der Brandenburgia im Bürgersaal des Roten Rathauses für ein Jahr (bis 30. März 1898) in den Vorstand der Gesellschaft, wo er bis zum 27. Oktober 1897 das Amt des zweiten Schriftwarts bekleidete, in welcher Funktion ihm Otto Pniower nachfolgte. Ab 1. April 1902 war Maurer noch einmal für ein Jahr Vorstandsmitglied. Am 24. April 1912 wurde er für ein Jahr in den beratende Funktion ausübenden Ausschuss der Gesellschaft gewählt, wo er wiedergewählt vom 1. April 1914 bis 31. März 1916 und noch mal für zwei Kadenzen vom 27. April 1921 bis 1926 für den Bereich Landeskunde zuständig war.
Während des Ersten Weltkrieges präsentierten Friedel und Maurer den Mitgliedern der Brandenburgia am 29. November 1916 die Sammlung von Schusswaffen aus den Kriegen von 1864, 1866 und 1870/1871. Die Sammlung war Hermann Maurers private Passion. Seine Witwe schenkte sie 1954 eingedenk Maurers jahrelangen Engagements dem Märkischen Museum.
Am 25. April 1917 ehrte die «Brandenburgia» anlässlich ihres 25-jährigen Bestehens Ernst Friedel, Hermann Maurer und die anderen noch lebenden Begründer ihrer Gesellschaft. Nach dem Tode Ernst Friedels, der an den Folgen mehrerer Schlaganfälle am 10. März 1918 verstorben war, wohnten seine Witwe Marie, beider Kinder Erwin und Gesa wie Maurer, als sein ehemaliges Mündel, der Trauerfeier in der Dorotheenstädtischen Kirche als Teil der Familie bei, wie beim letzten Geleit auf dem Zentralfriedhof Friedrichsfelde,:91 dessen Anlage Friedel selbst mitinitiiert hatte. Nach Friedels Hinschied übernahm Maurer wieder vermehrt Funktionen in der «Brandenburgia». Robert Mielke, der mit Friedel die Landeskunde der Provinz Brandenburg (4 Bd., Berlin: Reimer, 1909–1916) herausgegeben hatte, wozu auch Gustav Albrecht beitrug, sowie Georg Albrecht, über 35 Jahre Mitarbeiter des Märkischen Museums, waren Freunde Maurers. Im Rahmen der Ausstellung Gefühlte Geschichte – 100 Jahre Märkisches Museum aus Anlass der 100-Jahr-Feier des Museumsgebäudes Am Köllnischen Park erinnerte das Museum an viele Beteiligte der Museumsgeschichte, darunter auch an Hermann Maurer.

### Berufsleben

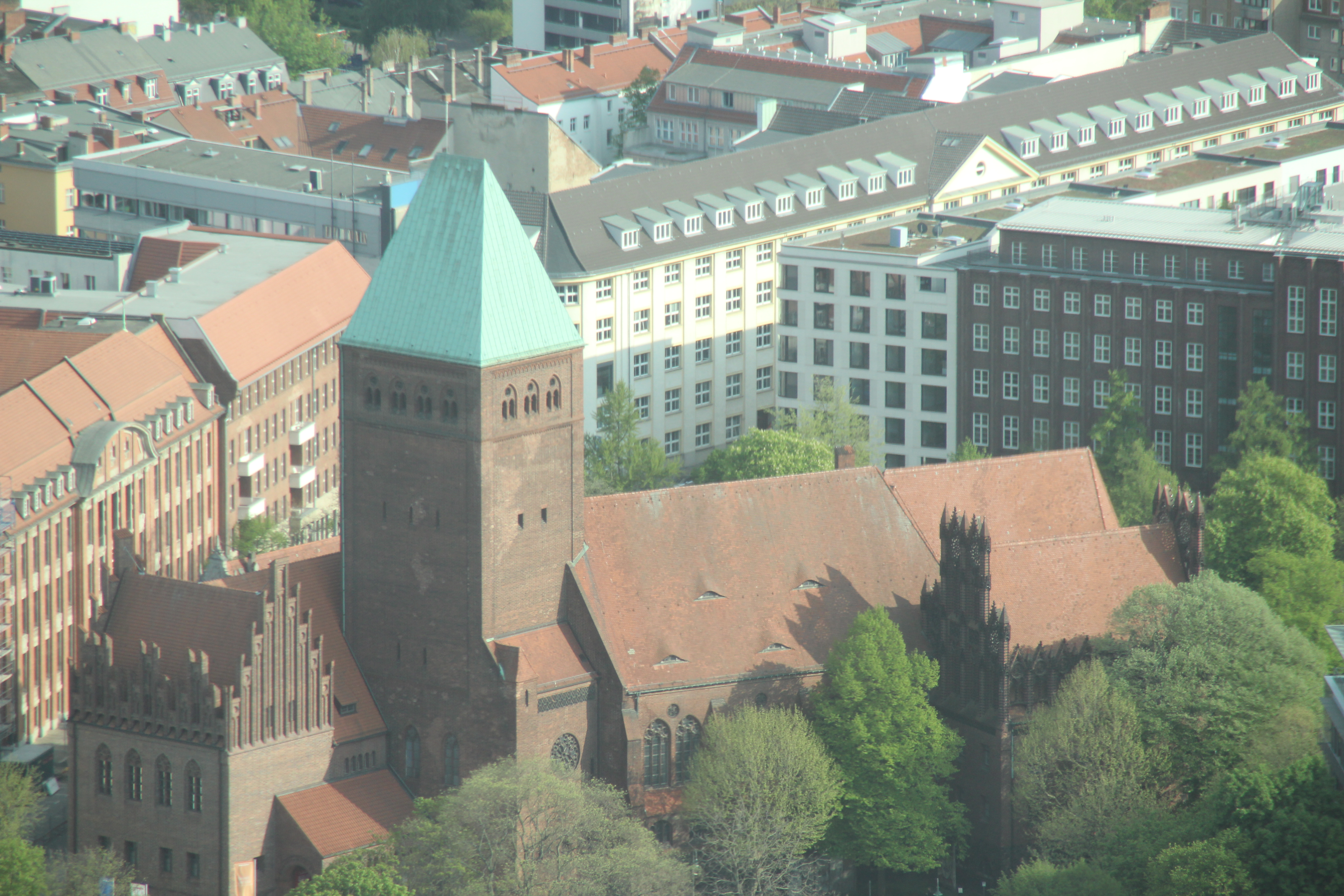
2022: Märkisches Museum von 1908 inmitten von Bäumen vor ehemaliger LVA Berlin (links am Rand)

Hermann Maurer absolvierte in den 1880er Jahren eine kaufmännische Lehre und arbeitete anschließend als angestellter Kaufmann, wobei er in der Bürgerstraße in Neu-Britz wohnte. Eine Antwort auf die Modernisierung mit der Individualisierung der Menschen und ihrer existentiellen Risiken war auch der Aufbau der Bismarckschen Sozialversicherung.
In diesem neuen Tätigkeitsfeld fand Hermann Maurer seinen Beruf. Gemäß dem Invaliditäts- und Alters-Versicherungsgesetz vom 22. Juni 1889 wurde am 23. Mai 1890 die Invaliditäts- und Alters-Versicherungsanstalt Berlin gegründet. Ihre Aufgaben erledigten zunächst städtische Beamte. Ab November 1890 mietete die Versicherungsanstalt von der Stadt eigene Räume im Hause der Stadtvogtei am Molkenmarkt 1 und begann eigenes Personal einzustellen. Am Ende des ersten Geschäftsjahrs im März 1891 zählte die Anstalt 16 Mitarbeiter. Im Zuge dieser Einstellungen trat auch Hermann Maurer in den Dienst der Versicherungsanstalt. Da mit wachsendem Raumbedarf gerechnet wurde, wenn erst einmal ab 1. Januar 1891 die Verbuchung der Rentenbeiträge begönne, kaufte die Versicherungsanstalt das Grundstück Klosterstraße 41 in Berlin, um dort einen Neubau zu errichten. Ihre Zuständigkeit umfasste 1891 den Stadtkreis Berlin mit 1,6 Millionen Einwohnern und 470.000 versicherungspflichtigen abhängig Beschäftigten.

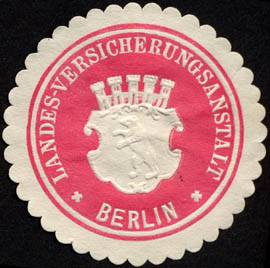
Siegelmarke der LVA Berlin

Die Invaliditäts- und Alters-Versicherungsanstalt Berlin wurde wie die anderen unterschiedlich benannten Schwesterinstitute der deutschen Bundesstaaten und preußischen Provinzen 1900 vereinheitlichend als Landesversicherungsanstalt (LVA) umfirmiert. Hermann Maurer machte in der Anstalt Karriere. Er begann 1891 als Secretair, stieg 1897 zum Altersversicherungs-Revisor auf, wurde 1904 Ober-Revisor, 1912 brachte er es zum Bureau-Vorsteher der Abteilung II für Lungentuberkulosesachen sowie für Berufungs- und Revisionssachen auch im Zusammenhang der Lungenheilstätten der LVA Berlin. Er avancierte dann 1914 zum Kontroll-Inspektor, bevor er 1922 Direktor bei der Landesversicherungsanstalt Berlin wurde.

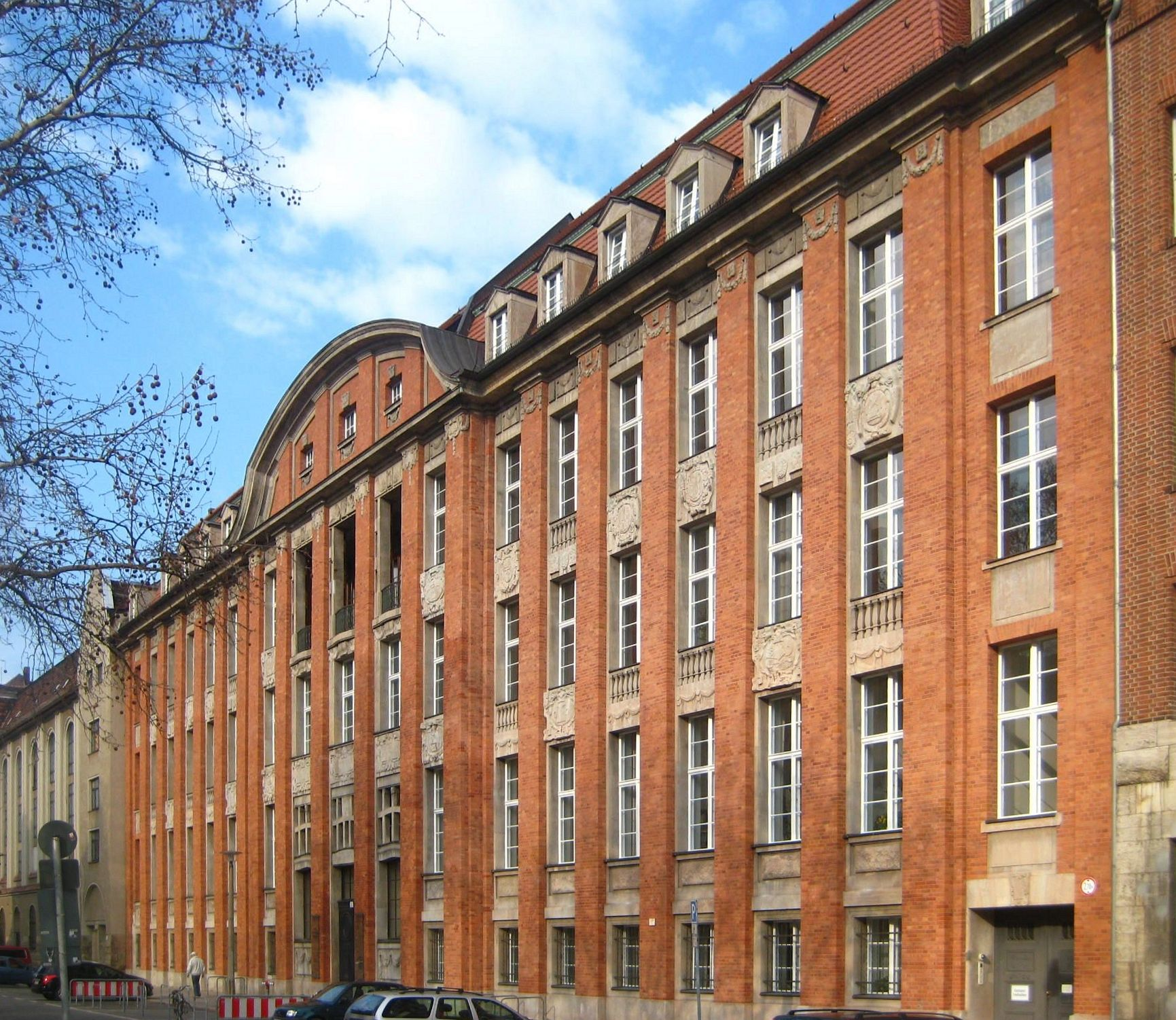
2010: Ehemalige LVA Berlin, 1903/1904 von Alfred Messel, jetzt Senatsverwaltung

In den Jahren der Deutschen Inflation 1914 bis 1923 erlebte Hermann Maurer, wie die meisten Beschäftigten mit vertraglich fixiertem Salär, dass sie mit ihren Gehältern immer weniger ihren Lebensunterhalt bestreiten konnten. Die Dienstherren – auch die LVA Berlin – stellten immer mehr Mitarbeiter ein, da die Beschäftigten ihre Arbeitgeber in realer Kaufkraft immer weniger kosteten. Mit der Einführung der stabilen Renten- und Reichsmark 1923 mussten Arbeitgeber für menschlichen Arbeitseinsatz wieder real stabile Gehälter zahlen, so dass die in inflationärer Mark nicht nennenswerten Gehälter wieder voll zu Buche schlugen. Die deutsche Reichsregierung verordnete daher am 27. Oktober 1923 (Vgl. Personal-Abbauverordnung) allen Arbeitgebern in ihrem Beritt einen 25–30%igen Personalabbau. Hermann Maurer, seinerzeit 62 Jahre alt, wurde daher mit 94 weiteren Beamten und Angestellten noch 1923 in den einstweiligen oder dauernden Ruhestand versetzt, das entsprach 20 % der Beschäftigten der LVA Berlin.

### Familie
Am 10. Oktober 1907 heirateten Hermann Maurer und Elsbeth Damköhler (Berlin, 10. August 1877–9. Januar 1962, Asbach im Westerwald) in Berlin. Sie zog aus der Wohnung des Vaters, Postdirektor Carl Christoph Damköhler, in der Wörther Straße 47 zu ihrem Gatten nach Moabit. Elsbeth führte den Haushalt und Hermann arbeitete in der Revision der LVA Berlin.
Elsbeth und Hermann Maurer hatten zwei Töchter:
- Wachhilde Gudrun Maurer, Absolventin der Tierärztlichen Hochschule Berlin, eine der ersten promovierten Veterinärmedizinerinnen, 1944–49 Landtierärztin für den Kreis Blankenburg am Harz, 1949 bis 1950 kommissarische Kreistierärztin von Merseburg[32] (Berlin, 2. September 1908–11. Oktober 1980, Krefeld), ⚭ 1. August 1936 in Benz auf Usedom Richard Matzke (1909–1994; 1957–61 Kreistierarzt Eberswalde[32])

- Roswitha Laura Marie Maurer, Absolventin der Berliner Textil- und Modeschule (Friedenau, 13. Oktober 1917–4. August 1992, Bonn), (1) ⚭ 23. Juli 1940 in Swinemünde Henry Heinsohn (1910–1943; als Kapitänleutnant mit U 438 ‘Berlin’ durch die britische HMS Pelican (L86)[33] versenkt), (2) ⚭ 26. Juni 1946 in Neustadt in Holstein (o|o 21. März 1956 in Bonn) Dietrich von Doetinchem (1904–1980), Unternehmer, Mitbegründer des BHE.

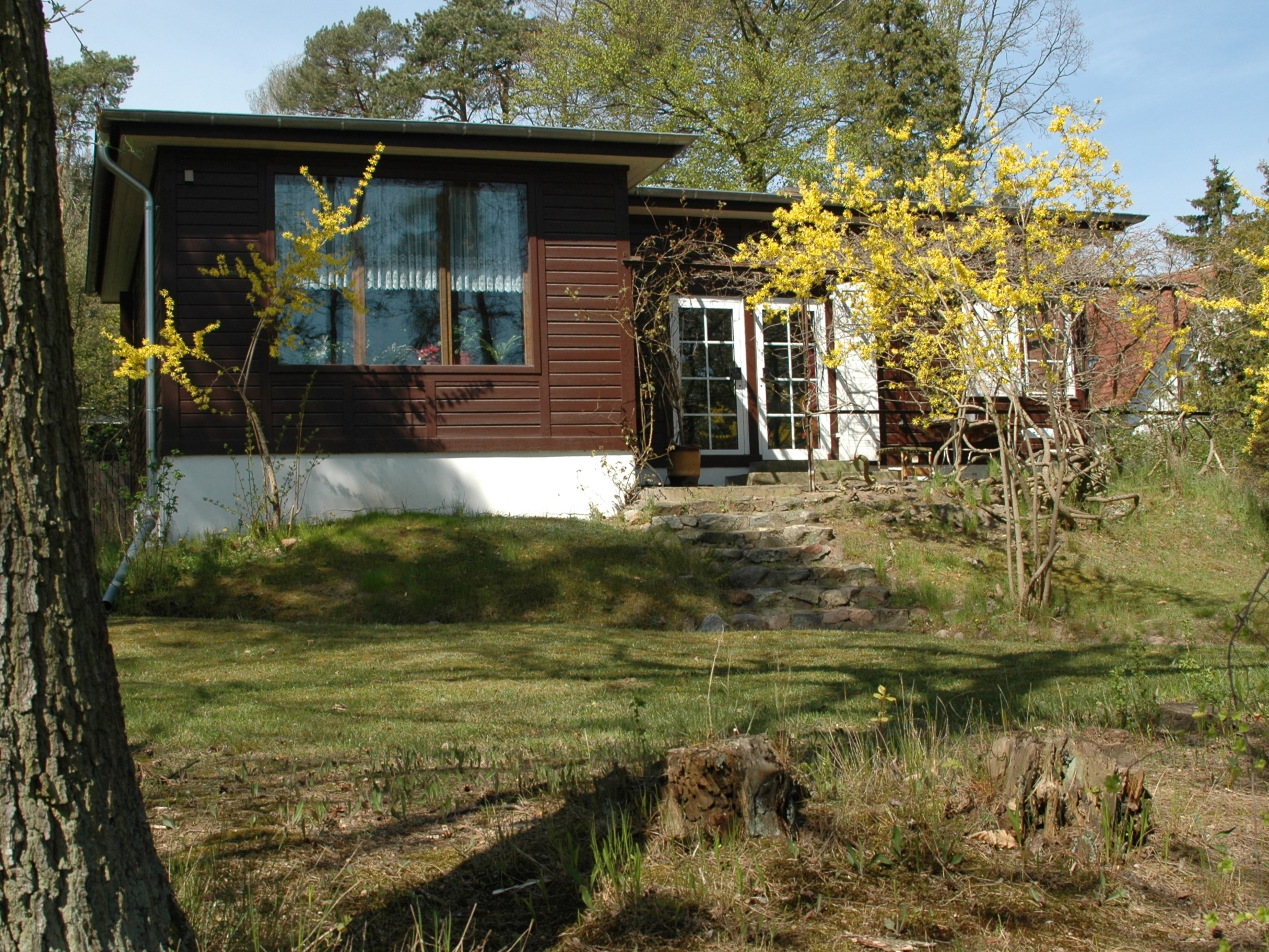
Bansin: Haus Seestraße 53, 2009

Der Aufstieg zum Bureau-Vorsteher bei der LVA 1912 erlaubte der Familie im gleichen Jahr nach Friedenau zu ziehen, zunächst in die Stubenrauchstraße 28/29 und im Februar 1914 in den Neubau Laubacher Straße 7, II. OG.
Elsbeth schenkte ihrem Gatten Hermann Maurer ein Ferienhaus an der Pommerschen Riviera, wie es damals hieß. Den Bauvertrag für den von ihr selbst entworfenen Holzbau mit Bauunternehmer Wolff sen. unterschrieb sie an seinem Geburtstag, dem 30. Juli 1931, das Haus wurde im Dezember fertig. Seinen letzten Sommer verlebte Hermann Maurer mit Familie in seinem neuen Ferienhaus in der Seestraße 53 in Seebad Bansin. Die Eltern Elsbeth Maurers hatten sich 1895 die Villa Damköhler in der Schulstraße 27 in Seebad Ahlbeck gekauft. Im Erbgang war sie an Elsbeths Schwester Louise Damköhler (1879–1960) gegangen, die das Haus 1927 an Franz von Brandenstein verkaufte.
Hermann Maurer meinte, seinem Vormund und Duzfreund Ernst Friedel das Beste seines Lebens zu danken. Das große Interesse an Ausgrabungen, wie u. a. des Königsgrabs von Seddin, ging auf Friedels Inspiration zurück. Maurer blieb zeitlebens ein interessierter Leser von Forschungs- und historischen Schriften. 1912 trat er der Gesellschaft für Chronologie bei, die sich mit der Rekonstruktion der Chronologien früher Hochkulturen beschäftigte. Als Abonnent der „Brandenburgia“ – Monatsblatt der Gesellschaft für Heimatkunde der Provinz Brandenburg zu Berlin, der Prähistorischen Zeitschrift, der Zeitschrift für Chronologie und der Zeitschrift für Ethnologie, deren Artikel er teils annotierte, hielt er sich stets auf dem Laufenden in Geschichtsforschung und Archäologie der heimischen Gefilde wie auch fremder Länder.
Am 16. Mai 1896 war Maurer auch Mitglied der Berliner Gesellschaft für Anthropologie, Ethnologie und Urgeschichte geworden. Er hielt ihr buchstäblich bis zu seinem Tode die Treue, denn Hermann Maurer starb am 25. Februar 1933 während einer ordentlichen Sitzung der Gesellschaft am Hirnschlag. Die Sitzung, die im Staatlichen Völkerkundemuseum in der Stresemannstraße Ecke Prinz-Albrecht-Straße (jetzt Niederkirchnerstraße) stattfand, behandelte: «Die Ergebnisse der deutschen Tiefgrabungen in Uruk (Warka)» durch Julius Jordan. Hermann Maurer besuchte die Sitzung mit seinem Duzfreund Robert Mielke. Vor Beginn der Ausführungen zum Grabungsbericht trat Hermann Maurer aus und erreichte danach den Vortragssaal erst, als Mielke schon saß und ihm einen Platz freigehalten hatte. Hermann Maurer setzte sich zu ihm und erlitt einen Schlaganfall, die herbeigeeilten anwesenden Mediziner Hans Virchow, Walther Hindenburg und Dr. Haenier trugen ihn aus dem Saal, konnten ihm jedoch nicht mehr helfen. Die Polizei traf zu Hause bei ihm in Friedenau, Laubacher Straße 7, weder Witwe noch Töchter an, weshalb Maurer über Nacht im Museum blieb. Spät abends erreichte die Polizei Elsbeth Maurer, überbrachte die traurige Nachricht und brachte die Witwe und die noch bei den Eltern wohnende 15-jährige Tochter Roswitha, die sie von einer Eiskunstlaufbahn abholte, ins Museum, um die sterbliche Hülle Hermann Maurers zu sehen. Am Morgen des Folgetags ließ Elsbeth Maurer die Leiche ihres Mannes durch einen Bestatter abholen.

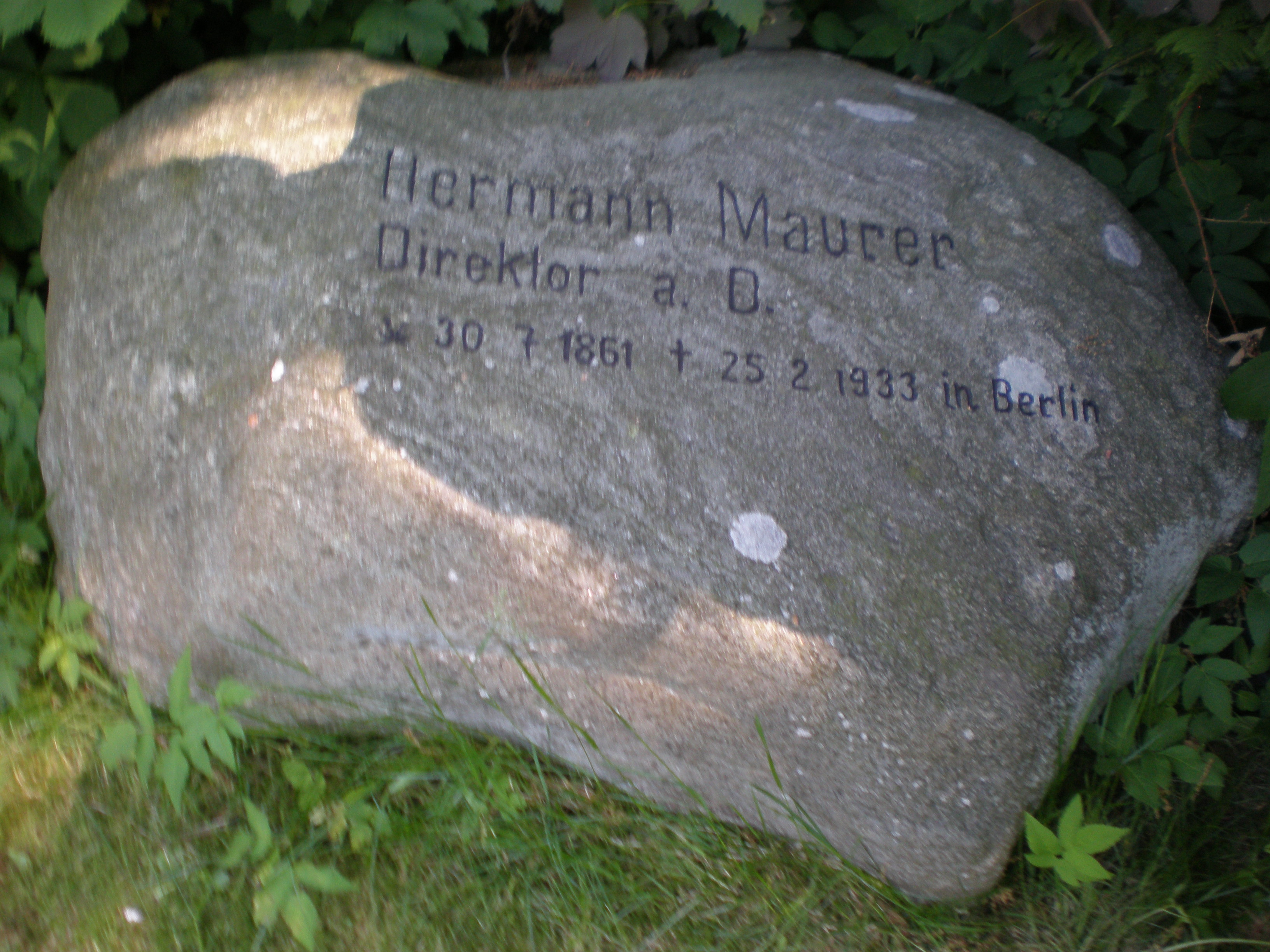
Friedhof Bansin: Grabstein Hermann Maurers, 2013

Zur Trauerfeier für Hermann Maurer entsandte die Berliner Gesellschaft für Anthropologie, Ethnologie und Urgeschichte ihr Mitglied Paul Staudinger,  beigesetzt wurde Maurer auf dem Friedhof Bansins, wo sein Grabstein noch heute steht. Seine Witwe gab die Wohnung in Berlin auf und zog 1935 mit Tochter Roswitha ganz nach Bansin ins winterfest ausgebaute Häuschen. Einer seiner sieben Enkel ist Gunnar Heinsohn.

## Pflegschaftsfahrten für das Märkische Museum
Als ehrenamtlicher Pfleger war Maurer zu Erkundungen, Recherchen, Suchen, Dokumentationen und Sicherungen von Funden und unter anderem:
- im Jagdschloss Grunewald (1886),
- in der ev. Kirche in Hönow (15. August 1892 mit Friedel)
- in Potsdam im Neuen Garten (25. Oktober 1896 mit Friedel, Ernst Schenk und A. Gloe),
- auf der Pfaueninsel (1. November 1896 mit Friedel),
- in Berlin-Gesundbrunnen (1897 beim Brunnenhäuschen Luisenquell),
- in Fürstenwalde/Spree und Rauen (27. Mai 1897),
- in Calau (Lausitz; 6. Juni 1897),
- in Dobrilugk (7./8. Juni 1897),
- in Havelberg (27. Juni 1897),
- am Brückentinsee (Sommer 1897),
- am Pimpinellenberg bei Oderberg (26. August 1897),
- nahe Bernau bei Berlin (12. September 1897 mit Friedel und Otto Monke),
- in Lanke bei Bernau (10. Oktober 1897),
- in Potsdam (9. April 1898 mit Friedel),
- im Sparrenlande bei Prenden (14. Mai 1899),
- in Kemnitz in der Prignitz (1. Mai 1898 mit Friedel),
- in Brodowin, Oderberg und in der Kiesgrube Hohensaaten (7. August 1898; Photos durch Maurer),
- in Storkow (Mark) zu Burg Storkow und Scharmützelsee (28. August 1898 mit Friedel),
- in Tremmen, Knoblauch bei Ketzin und Paretz (13. November 1898 mit Friedel),
- am Teufelsstein und in der Kirche in Prenden (14. Mai 1899; Photos durch Maurer),
- in Sternebeck (17. September 1899 mit Friedrich Backschat, Friedel, Gustav Lackowitz, Robert Mielke und Wilhelm Pütz),

- in Brieselang (19. August 1900),

Holzständerwerk mit Lehmstaken, um 1700 erbaut, in Kreuzburg in der Prignitz (unweit Seddins), teils Torweg-Überbau zum bäuerlichen Gehöft dahinter, aus einer Photoserie von Hermann Maurer, Wilhelm Pütz und Wilhelm Ratig

- in Seddin in der Prignitz und Kreuzburg an der Stepenitz (7. Oktober 1900),[25]:322
- in Französisch Buchholz (6. Januar 1901; Photos durch Maurer),
- in Fürstenberg in Mecklenburg (22. September 1901; Photos durch Maurer),
- in der Burgruine Grimnitz und in Joachimsthal (8. Mai 1902;[38] Photos durch Maurer),
- am Runenstein von Rogäsen bei Genthin (1903),
- in der Steingrube in Groß-Ziethen bei Joachimsthal (23. Mai 1904; Photos durch Maurer),
- in den Kalkbergen von Rüdersdorf bei Berlin (8. August 1904;[39] Photos durch Maurer),
- in Prenzlau (Ostern 1906;[40] Photos durch Maurer),
- in Stendal in der Altmark (1906; Photos durch Maurer[40]),
- auf Burg Rabenstein (1. Juli 1906; Photos durch Maurer[40]) und
- auf dem Töpferberg bei Velten und in Stolpe bei Berlin (28. Oktober 1907;[41] Photos durch Maurer).

## Schriften Maurers
- „Alte Erwähnungen des Meerschweinchens (Cavia cobaya)“, in: «Brandenburgia» – Monatsblatt der Gesellschaft für Heimatkunde der Provinz Brandenburg zu Berlin, Bd. 5 (1896/1897), S. 245.
- „Burgwall Blankenburg bei Berlin“, in: «Brandenburgia» – Monatsblatt der Gesellschaft für Heimatkunde der Provinz Brandenburg zu Berlin. Bd. 3 (1894/1895), Heft 9 (Dezember 1894), S. 234seq.
- „Das Wächterhorn aus Wandlitz“, in: «Brandenburgia» – Monatsblatt der Gesellschaft für Heimatkunde der Provinz Brandenburg zu Berlin. Bd. 14 (1905/1906), S. 90.
- „Ein alter Volksbrauch aus Lychen“, in: «Brandenburgia» – Monatsblatt der Gesellschaft für Heimatkunde der Provinz Brandenburg zu Berlin. Bd. 8 (1899/1900), Nr. 1 (April 1900), S. 11seq.
- „Eine Insel als Wetterprophet“, in: «Brandenburgia» – Monatsblatt der Gesellschaft für Heimatkunde der Provinz Brandenburg zu Berlin. Bd. 7 (1898/1899), Nr. 3 (Juni 1898), S. 103.
- „Eine wendische Kräuterfrau“, in: «Brandenburgia» – Monatsblatt der Gesellschaft für Heimatkunde der Provinz Brandenburg zu Berlin. Bd. 5 (1896/1897), Nr. 7 (Oktober 1896), S. 275seq.
- „Georg Galland: Die Amtmännin von Oranienburg“ (Rezension), in: «Brandenburgia» – Monatsblatt der Gesellschaft für Heimatkunde der Provinz Brandenburg zu Berlin, Bd. 2 (1893/1894), Nr. 12 (März 1894), S. 234seq.
- „Über märkische Riesenwelse“, in: «Brandenburgia» – Monatsblatt der Gesellschaft für Heimatkunde der Provinz Brandenburg zu Berlin. Bd. 4 (1895/1896), S. 149seq.
- „Volksbrauch der Walburga-Puppen“, in: «Brandenburgia» – Monatsblatt der Gesellschaft für Heimatkunde der Provinz Brandenburg zu Berlin. Bd. 1 (1898/1899), Nr. 1 (April 1898), S. 31.
- „Zum Dienstbündel“, in: «Brandenburgia» – Monatsblatt der Gesellschaft für Heimatkunde der Provinz Brandenburg zu Berlin. Bd. 7 (1898/1899), Nr. 1 (April 1898), S. 11seq.
- „Kleine Mitteilungen: Zur Lage des wendischen Rethra“, in: «Brandenburgia» – Monatsblatt der Gesellschaft für Heimatkunde der Provinz Brandenburg zu Berlin, Bd. 7 (1898/1899), Nr. 4 (Juli 1898), S. 162–164.

## Mitgliedschaften
- Verein für die Geschichte Berlins (1888 bis 1892)
- Gesellschaft für Heimatkunde «Brandenburgia» (Gründungsmitglied ab 1892)
- Pflegschaft des Märkischen Provinzial-Museums (ab 1895)
- Berliner Gesellschaft für Anthropologie, Ethnologie und Urgeschichte (ab 1896)
- Deutsche Kolonialgesellschaft
- Gesellschaft für Völkerkunde (ab 1909 lt. Zeitschrift für Völkerkunde)
- Gesellschaft für Chronologie (ab 1912 lt. Zeitschrift für Chronologie)